# ساوت‌همپتن، نیوجرسی
ساوت‌همپتن (به انگلیسی: Southampton Township) شهری در ایالت نیوجرسی کشور ایالات متحده آمریکا است که جمعیت آن در سرشماری سال ۲۰۱۰ میلادی، ۱۰٬۴۶۴ نفر بوده‌است.